# Хекла (бронепалубен крайцер)
„Хекла“ (на датски: KDM Hekla) е бронепалубен крайцер на Кралските Датски ВМСот началото на 20 век. Фактически представлява междинен клас между крайцер и канонерка. На основата на неговия проект по-късно е разработен типа „Гейзер“.

## Конструкция
„Хекла“ е умалено копие на крайцера „Валкириен“, който се оказва доста скъп за датското правителство. Това е първия в света артилерийски кораб с водотръбни котли конструкция на компанията „Торникрофт“. 150 mm оръдия не са скорострелни и произвеждат едва един изстрел на минута.

## История на службата
Корабът се числи към крайцерите във флота до 1906 г., периодично носейки патрулна служба край бреговете на Исландия. От 1906 г. става учебен кораб. През 1913 г. е разоръжен, а от 1914 г. служи като плаваща база за подводници. От 1915 г. е плаваща казарма.

## Коментари
1. ↑  Префиксът „KDM“ е от на датски: Kongelige Danske Marine (Кораб на Кралския датски флот). Като международен префикс се използва и „HDMS“ от на английски: Her/His Danish Majesty's Ship (Кораб на Негово/Нейно Датско величество).
2. ↑  Често, по отношение на военноморските сили, се използва словосъчетанието на датски: Søværnet, което в превод от датски език означава „Морска отбрана“.